# Yasuko Tajima
Yasuko Tajima (jap. 田島 寧子 Tajima Yasuko; ur. 8 maja 1981) – japońska pływaczka. Srebrna medalistka olimpijska z Sydney.
Zawody w 2000 były jej jedynymi igrzyskami olimpijskimi. Zdobyła srebro na dystansie 400 m stylem zmiennym. Na mistrzostwach świata w 1998 zdobyła brąz na tym dystansie. Była dwukrotną medalistką igrzysk azjatyckich w 1998.